# Ероп II Македонски
Ероп II (на старогръцки: Ἀέροπος Βʹ ὁ Μακεδών) е цар на Древна Македония през 399 г. пр. Хр. – 393 г. пр. Хр.
Той е син на Арибай, предводител на македонска Линкестида. Той е охранител на Орест, младият цар на Македония, син на Архелай I и води за него управлението.
Ероп и Орест управляват заедно. Диодор пише, че след четири- или шестгодишно управление на двамата, Ероп убива Орест и става цар с новото име Архелай II.
След неговата смърт от заболяване, цар става неговият син Павзаний.